# The Other One
The Other One —en español: La otra— es el cuarto álbum de estudio de la banda japonesa Babymetal. Fue lanzado el 24 de marzo de 2023 por Babymetal Records, Amuse, Inc., Toy's Factory, Cooking Vinyl America y 5B Records. Babymetal anunció el álbum el 11 de octubre de 2022 y lo reveló como un álbum conceptual. Es el último álbum del grupo como dúo, con Momoko Okazaki (Momometal) uniéndose a la banda poco después del lanzamiento.

## Antecedentes y lanzamiento
The Other One se presenta como un álbum conceptual basado en el descanso musical de un año que los miembros de Babymetal se tomaron, así como en el décimo aniversario del grupo. Según un comunicado de prensa:

El año pasado, Babymetal fue liberado del mundo tras un exitoso viaje de 10 años. En abril de 2022, el proyecto de restauración de The Other One comenzó a recuperar el Babymetal que desconocíamos en un mundo virtual llamado Metalverse. Se han descubierto 10 canciones en total dentro del proyecto, cada una representando un tema único basado en 10 mundos paralelos que han descubierto. El próximo álbum conceptual incluye estas nuevas canciones para que experimentemos la otra historia de Babymetal, desconocida para todos.

El primer sencillo del álbum, "Divine Attack (Shingeki)", se lanzó el 20 de octubre de 2022. Esta es la primera canción de Babymetal cuya letra fue escrita por el cantante Su-metal. El segundo sencillo del álbum, "Monochrome", se lanzó el 17 de noviembre con un video con la letra, una primicia para la banda.

## Lista de canciones
| N.º | Título                     | Duración |  |
| 1.  | «Metal Kingdom»            | 5:51     |  |
| 2.  | «Divine Attack (Shingeki)» | 3:39     |  |
| 3.  | «Mirror Mirror»            | 3:50     |  |
| 4.  | «Maya»                     | 3:23     |  |
| 5.  | «Time Wave»                | 4:50     |  |
| 6.  | «Believing»                | 3:47     |  |
| 7.  | «Metalizm»                 | 3:34     |  |
| 8.  | «Monochrome»               | 3:57     |  |
| 9.  | «Light and Darkness»       | 4:04     |  |
| 10. | «The Legend»               | 4:18     |  |

## Posicionamiento en lista
| Lista (2023)                          | Posición |
| ------------------------------------- | -------- |
| Alemania (Offizielle Top 100)         | 24       |
| Australian Digital Albums (ARIA)      | 14       |
| Australian Physical Albums (ARIA)     | 14       |
| Bélgica (Ultratop flamenca)           | 120      |
| Bélgica (Ultratop valona)             | 97       |
| Escocia (Scottish Albums Chart)       | 7        |
| Estados Unidos (Top Album Sales)      | 23       |
| Estados Unidos (Top Hard Rock Albums) | 15       |
| Estados Unidos (Independent Albums)   | 48       |
| Japón (Oricon)                        | 3        |
| Japanese Combined Albums (Oricon)     | 3        |
| Japanese Hot Albums (Billboard Japan) | 3        |
| Reino Unido (UK Albums Chart)         | 32       |
| Reino Unido (UK Independent Albums)   | 1        |
| Reino Unido (UK Rock & Metal Albums)  | 3        |
| Suiza (Schweizer Hitparade)           | 76       |
| US World Albums (Billboard)           | 8        |